# Centro Desportivo Universitário do Porto
Centro Desportivo Universitário do Porto ou CDUP (Centro Desportivo da Universidade do Porto) é um clube desportivo amador português para os estudantes da Universidade do Porto, no Porto, Portugal.

## História

### A resolução de litígios com aUniversidade do Porto(2012–presente)
Em novembro de 2012, o CDUP e a Universidade do Porto chegaram a acordo para resolver o diferendo que mantinham desde 2003, devido à recusa da Universidade em apoiar e financiar a vertente desportiva federada do clube.
Em consequência deste acordo, a Universidade do Porto publicou, em janeiro de 2013, os estatutos de um novo serviço autónomo da Universidade denominado "CDUP-UP - Centro de Desporto da Universidade do Porto" com a responsabilidade de promover e organizar o desporto universitário.
O CDUP manteve-se juridicamente autónomo em relação à Universidade do Porto, embora sem a tutela do desporto universitário. Por isso, foi proposta a alteração da sua denominação para “CDUP-AD - Centro Desportivo Universitário do Porto, associação desportiva autónoma” e passou a ser responsável apenas pelo desporto federado não universitário, com a condição de que, pelo menos 50% do total de atletas inscritos, fizessem parte da comunidade académica.
Até à data de hoje, o nome do clube não mudou e continua a chamar-se "CDUP - Centro Desportivo Universitário do Porto".

## Desporto
O CDUP permite aos alunos a prática de um grande número de modalidades desportivas e dispõe de diversas secções com um alto nível competitivo, nomeadamente atletismo, andebol, badminton, basquetebol, bridge, canoagem, natação, polo aquático, remo, ténis de mesa, ténis, voleibol, xadrez e rugby. Esta última modalidade é a secção pelo qual são mais conhecidos, já que em Portugal é  considerado um desporto universitário tradicional.
A equipa do CDUP é uma das melhores equipas portuguesas de rugby union, pelo que três dos seus jogadores foram incluídos na equipa portuguesa para o Campeonato do Mundo de Rugby de 2007.

## Instalações
As instalações do CDUP estão localizadas em dois locais da cidade, sendo que a sede do CDUP fica na Rua da Boa Hora n.º 20. Nesse local também existe uma piscina, salas para artes marciais, ginástica, xadrez e ténis de mesa. No Estádio Universitário, junto à Ponte da Arrábida, há uma arena polidesportiva com dois campos desportivos cobertos, dois campos de ténis, um campo de futsal ao ar livre, e no estádio uma pista de atletismo em tartan e um campo relvado para futebol e râguebi.

## Palmarés
- Taça de Portugal de Rugby:
  - Vencedor (3): 2002–03, 2006–07
- Campeonato Português de Atletismo 1994: 3º Lugar
- Campeonato Português de Xadrez por Equipas 1985: Vencedor

## Equipa de Rugby 2023/24
| O plantel do CDUP para a temporada 2023–24 do TOP 10 | O plantel do CDUP para a temporada 2023–24 do TOP 10 | O plantel do CDUP para a temporada 2023–24 do TOP 10 |
| --- | --- | --- |
| Props - Filipe Granja - Gonzalo Vidal - Bernardo Coelho - Diogo Amaro Hookers - Nuno Figueiredo - António Terroso Locks - Gonçalo Seruca - Tiago Albuquerque - Francisco Bastos - Luis Moreira - Henrique Vieira - Gonçalo Santos - Tiago Anjos - Afonso Santos | Backrow - Facundo Ojeda - Pedro Cálem - João Duarte - Luis Leão - Henrique Santos - Vasco Sarmento - Tomás Pereira Scrum-halves - João Belo - Manuel Mendonça Fly-halves - Tiago Rocha - Luis Agrelos - Bernardo Nogueira | Centres - Tomás Marrana - Miguel Trepa - Guilherme Brandão - Eduardo Moreira Wingers - Rodrigo Gauna - Salvador Cardoso - Lucas Velo - Afonso Aguiar - José Diogo Fullbacks - Nuno Sousa Guedes - Sebastião Leite - Nuno Maia |
| (c) Denota o capitão da equipe, Negrito denota jogadores com convocações internacionais. * Indica jogadores qualificados para jogar por Portugal com residência ou dupla nacionalidade.                                                                         | | |